# Lymire nitens
Lymire nitens là một loài bướm đêm thuộc phân họ Arctiinae, họ Erebidae.